# 889 v.Chr.
Het jaar 889 v.Chr. is een jaartal volgens de christelijke jaartelling.

## Gebeurtenissen

### Egypte
- Koning Takelot I - de derde farao van de 22e dynastie van Egypte - bestijgt de troon.
- In Opper-Egypte komt een broer van Takelot I, hogepriester Luwelot in opstand.

## Overleden
- Osorkon I, farao van Egypte
- Sjosjenq II, farao van Opper- en Neder-Egypte